# Absolutely Live (album Dżemu)
Absolutely Live – płyta zespołu Dżem nagrana podczas dwóch koncertów w „Teatrze STU” w Krakowie 9 grudnia 1985.

## Lista utworów
Wydanie I-IV oraz wyd. Anex
1. „Abym mógł przed siebie iść” (muz. Adam Otręba, Ryszard Riedel; sł. Ryszard Riedel, Kazimierz Gayer) – 5:28
2. „Niewinni i ja” (muz. Adam Otręba, Ryszard Riedel; sł. Ryszard Riedel) – 14:16
3. „Norweska impresja bluesowa” (muz. Ryszard Riedel) – 3:22
4. „Wiem, na pewno wiem – nie, nie kocham cię” (muz. Jerzy Styczyński; sł. Ryszard Riedel) – 4:58
5. „Poznałem go po czarnym kapeluszu” (muz. Dżem; sł. Ryszard Riedel) – 3:09
6. „Kiepska gra” (muz. Adam Otręba, Jerzy Styczyński; sł. Ryszard Riedel, Kazimierz Gayer) – 4:46
7. „Blues Alabama” (muz. Dżem; sł. Kazimierz Galaś) – 4:21

Wydanie V i następne prócz wyd. Anex
1. „Norweska impresja bluesowa” (muz. Ryszard Riedel) – 3:22
2. „Wiem, na pewno wiem – nie, nie kocham cię” (muz. Jerzy Styczyński; sł. Ryszard Riedel) – 4:58
3. „Poznałem go po czarnym kapeluszu” (muz. Dżem; sł. Ryszard Riedel) – 3:09
4. „Kiepska gra” (muz. Adam Otręba, Jerzy Styczyński; sł. Ryszard Riedel, Kazimierz Gayer) – 4:46
5. „Blues Alabama” (muz. Dżem; sł. Kazimierz Galaś) – 4:21
6. „Abym mógł przed siebie iść” (muz. Adam Otręba, Ryszard Riedel; sł. Ryszard Riedel, Kazimierz Gayer) – 5:28
7. „Niewinni i ja” (muz. Adam Otręba, Ryszard Riedel; sł. Ryszard Riedel) – 14:16

## Twórcy
- Ryszard Riedel – śpiew, harmonijka ustna
- Jerzy Styczyński – gitara
- Adam Otręba – gitara
- Beno Otręba – gitara basowa
- Paweł Berger – instrumenty klawiszowe, fortepian
- Michał Giercuszkiewicz – perkusja, instrumenty perkusyjne

oraz
- Jacek Mastykarz, Piotr Brzeziński – realizacja dźwięku
- Marcin Jacobson – produkcja nagrania

## Wydania
LP PolJazz K-PSJ 0005; wrzesień 1986
MC Zakład Wydawnictw i Nagrań PZN KM-017; październik 1986
CD Tomy CD 001; czerwiec 1990
MC Asta AS 013; sierpień 1992
MC Ania Box Music MC-ABM 024; październik 1995
CD Ania Box Music CD-ABM 024; październik 1995
MC Box Music BSMC-003; wrzesień 1997
CD Box Music BSCD-003; wrzesień 1997
MC Box Music / Pomaton EMI 7243 5 20039 4; 12 kwietnia 1999
CD Box Music / Pomaton EMI 7243 5 20039 2 1; 12 kwietnia 1999
CD Pomaton EMI 5938552; 27 września 2003 (jako BOX 2CD wraz z albumem Zemsta nietoperzy)
DG CD Anex AN216; 2007